# Suhagi
Suhagi é uma vila no distrito de Jabalpur, no estado indiano de Madhya Pradesh.

## Demografia
Segundo o censo de 2001, Suhagi tinha uma população de 8371 habitantes. Os indivíduos do sexo masculino constituem 53% da população e os do sexo feminino 47%. Suhagi tem uma taxa de literacia de 44%, inferior à média nacional de 59.5%: a literacia no sexo masculino é de 62% e no sexo feminino é de 24%. Em Suhagi, 12% da população está abaixo dos 6 anos de idade.